# Stawy rybne w Czechach
Stawy rybne w Czechach – zespół stawów rybnych (czes. rybník) znajdujących się na terenie Czech.

## Historia
Budowa stawów rybnych w Czechach (także na Słowacji) ma długą tradycję. Powstawały jako zbiorniki sztuczne i (rzadziej) adaptowano je z akwenów naturalnych. Stanowią charakterystyczną cechę krajobrazu kraju, pozbawionego większych naturalnych jezior. Pierwsze stawy zakładano około X wieku, ale największy rozkwit czeskiego stawiarstwa przypadł na wiek XVI. Potem (od XVII wieku do lat 30. XX wieku) część rybníków uległa zanikowi lub dewastacji w drodze wojen i pozyskiwania ziemi pod uprawy. Nowe zaczęto zakładać po II wojnie światowej.
Pierwszy spis stawów na terenie Czech przeprowadzono w 1786. Wykazał on 20 796 akwenów. Obecnie jest ich około 23 000 o łącznej powierzchni około 50 000 hektarów. Największym z nich jest Rožmberk (koło miasta Trzeboń) o powierzchni 489 ha (w latach 60. XX wieku ponad 700 ha). Region trzeboński stanowi największe zgrupowanie rybníków i został wpisany na listę rezerwatów biosfery UNESCO. Inne duże stawy rybne to: Bezdrev (koło miasta Zliv, kraj południowoczeski), Horusický Rybník (w pobliżu Veselí nad Lužnicí, kraj południowoczeski), Dvořiště (koło Lomnic nad Lužnicí, kraj południowoczeski), Velký Tisý i Záblatský (tamże), Svět (w Trzeboni), Nesyt (koło Valtic, kraj południowomorawski) oraz Žehuňský (na północ od Kolína, kraj środkowoczeski).

## Galeria

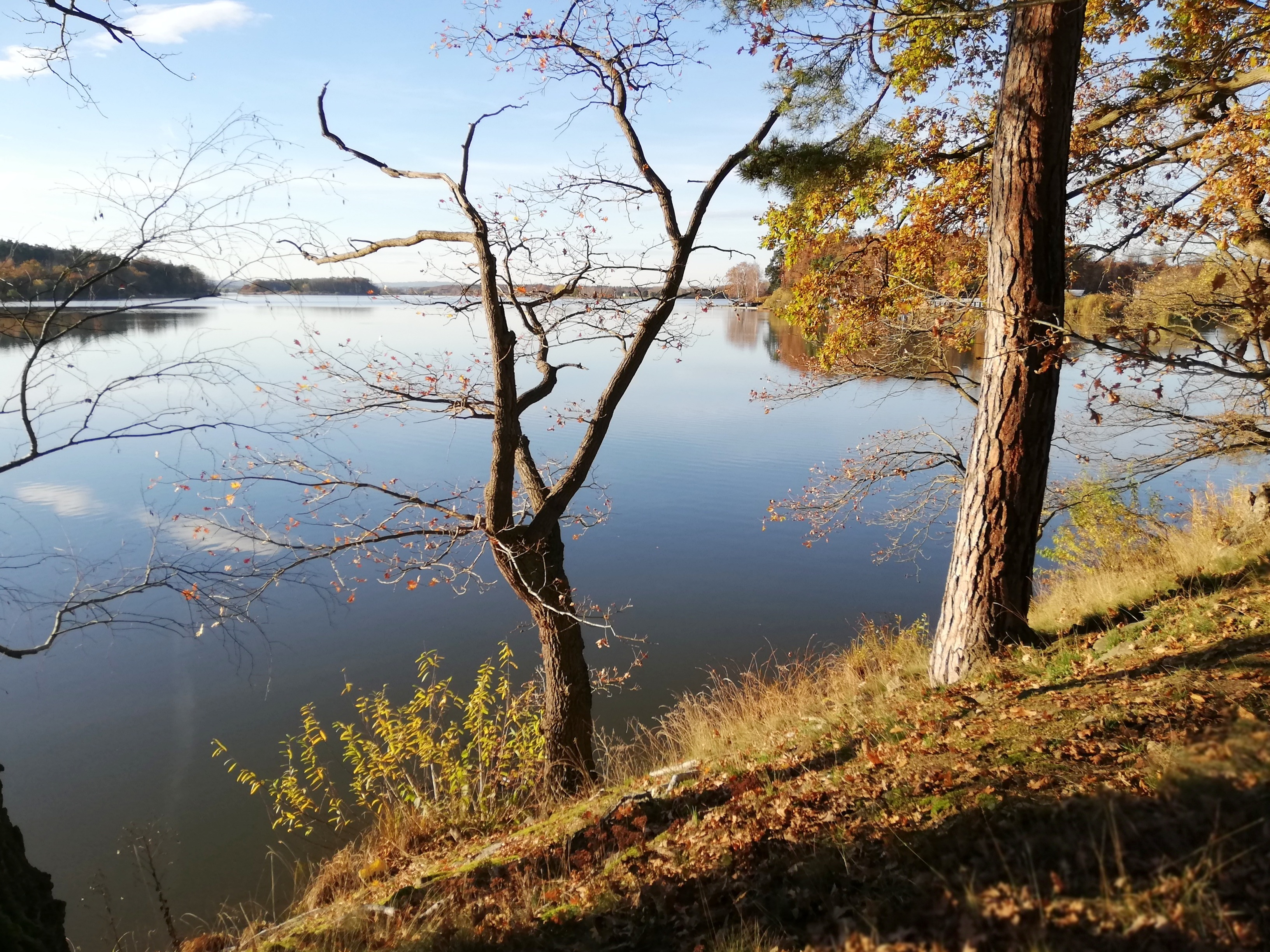
Bezdrev
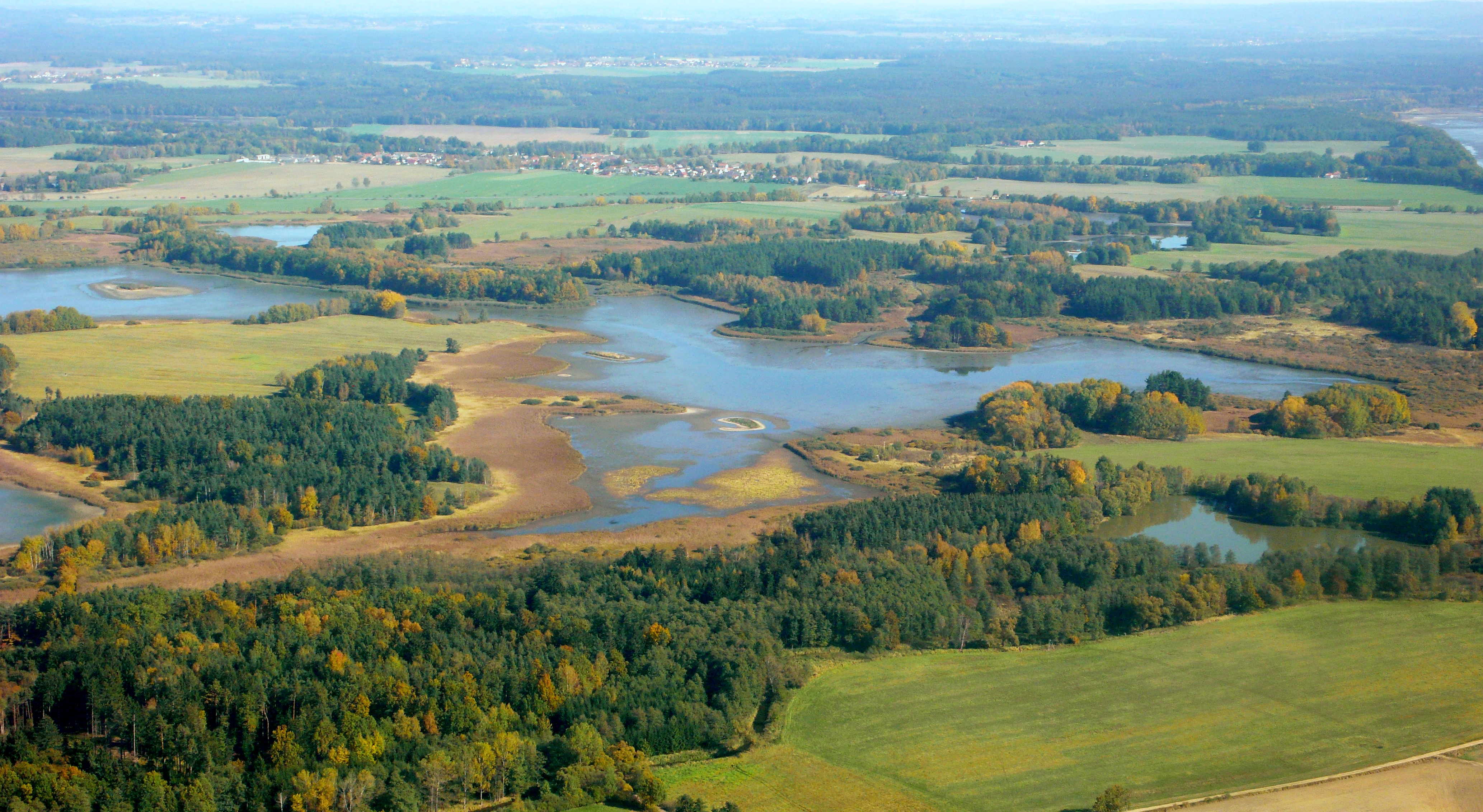
Velký Tisý
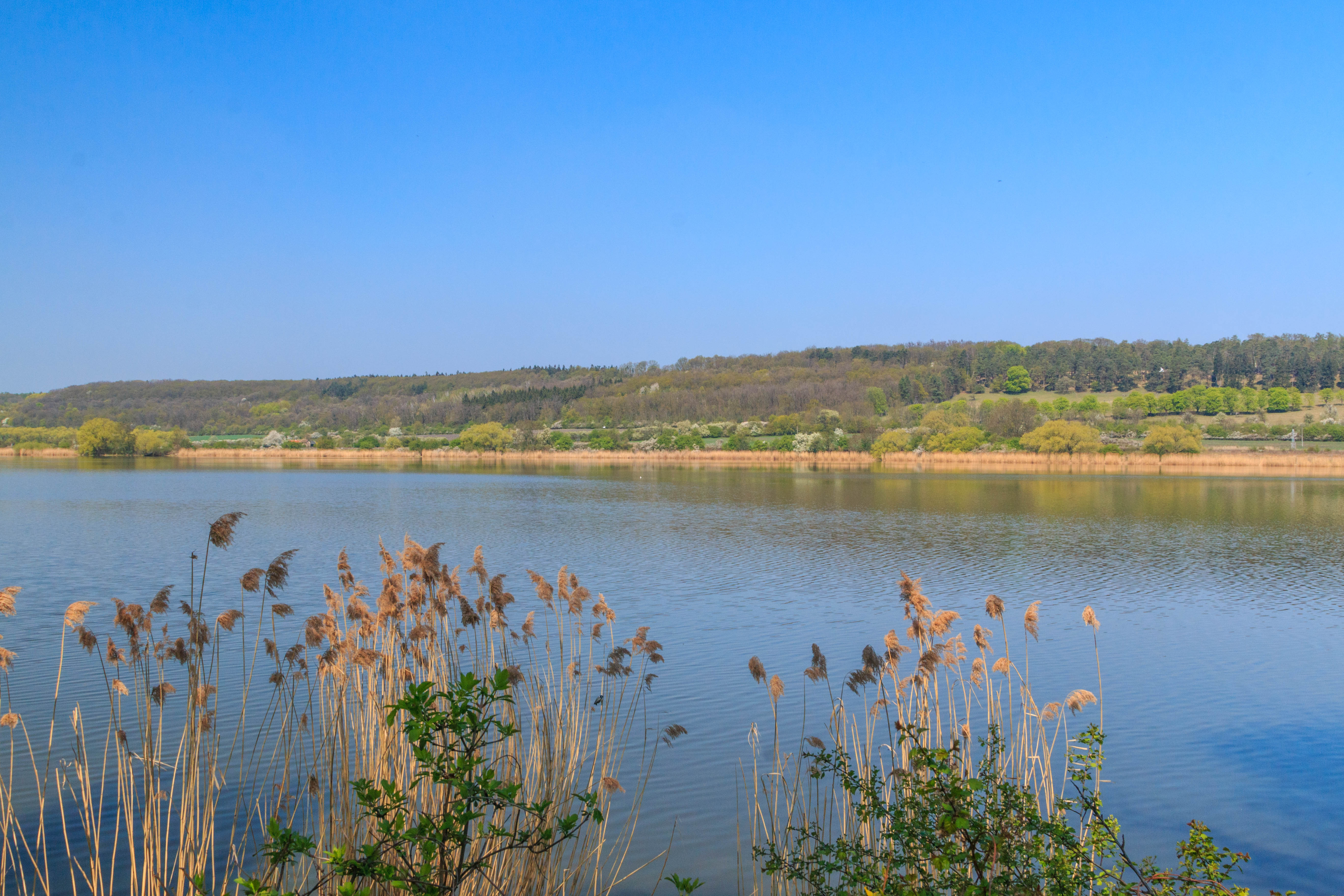
Žehuňský rybník